# Nike Mercurial Vapor

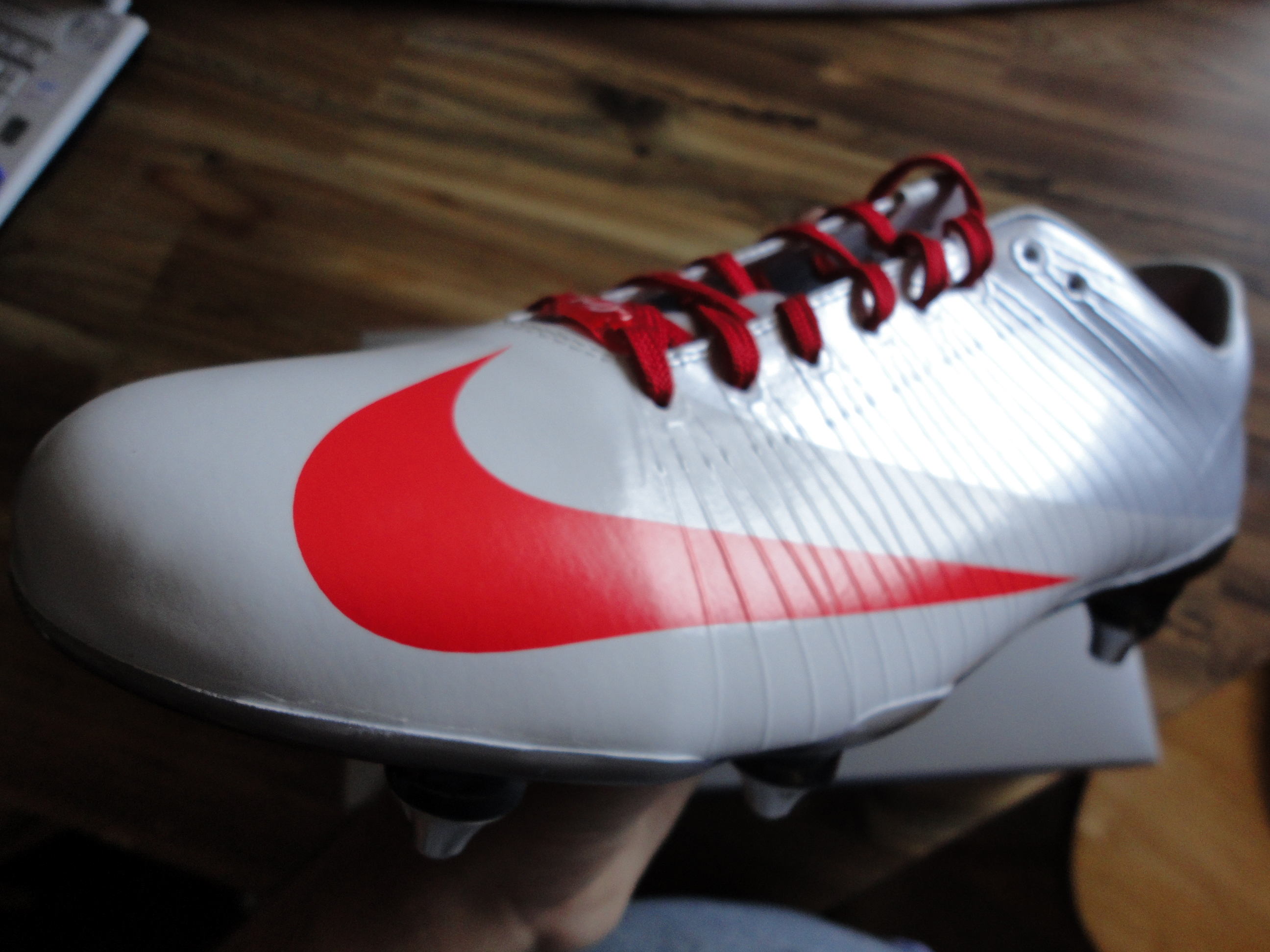
Nike Mercurial Vapor Superfly

Mercurial Vapor är en fotbollssko i syntetmaterial tillverkad av märket Nike. Skorna är kända för sin låga vikt och utgåvor i färgstarka varianter, och för att brukas av spelare som är snabba, främst yttermittfältare och anfallare, såsom Cristiano Ronaldo, Frank Ribery, Zlatan Ibrahimović, Didier Drogba, Jesús Navas, Eden Hazard, Theo Walcott, Stephan El Shaarawy med flera. Några av de första användarna av Mercurial Vapor var Ronaldo och Edgar Davids.

## Modeller
Det var först en fotbollssko av syntetmaterial som var skapad för att göra spelaren snabbare och lättare. Under åren har det kommit nya modeller:
- Mercurial Vapor — lätt och snabb och smalt formad. Den första modellen i serien.
- Mercurial Vapor II — försäljningen startade i januari 2004 i två färgvarianter: team red (röd) och photo blue (blå).
- Mercurial Vapor III — den första skon med kolfiber. Vid hälen var skon byggd med kolfiber för att göra den ännu lättare.
- Mercurial Vapor IV — den första skon med plös över skosnörena. För en bättre träff på bollen och därmed ett hårdare skott. Den gjordes först i Mercurial Vapor Modell och sedan i Mercurial Vapor Kolfiber Modell. Den andra var täckt av kolfiber under hela foten. Alltså var den i en färg över hela skon och svart undertill. Detta gjorde den till världens lättaste sko.
- Mercurial Vapor V och Mercurial Vapor Superfly — var i princip likadan som föregångaren men i ett mjukare material. Nyheten var att detta år gjordes MV V och Superfly I . Det var en bättre modell med kolfiber undertill och hål i dobbarna för en känsla av nästan komplett barhet på foten. Det var också ett nytt dobbsystem för att man skulle springa ännu snabbare. 
  - Women's Mercurial Vapor — en dammodell som började säljas i april 2009 i en färgvariant: white/metallic silver/max orange (vit, metallisk silver och orangea).
- Mercurial Vapor VI och Mercurial Vapor Superfly II — en ny modell av vapor och en ny modell av Superfly . Ett ännu nyare dobbsystem och med mer kolfiber.
- Mercurial Vapor VII och Mercurial Vapor Superfly III —
- Mercurial Vapor VIII —
- Mercurial Vapor IX —
- Mercurial Vapor X och Superfly IV —